# 貝爾豐特 (阿拉巴馬州)
貝爾豐特（英語：Bellefonte）是一個位於美國阿拉巴馬州傑克遜縣的鬼鎮。由於此地已於1880年被荒廢，本地已無人居住。

## 地理
貝爾豐特的座標為34°42′40″N 85°56′43″W / 34.71111°N 85.94527°W，而該地的平均海拔高度為205米（即673英尺）。